# Colwell (Iowa)
Colwell – miasto w Stanach Zjednoczonych, w stanie Iowa, w hrabstwie Floyd.

## Demografia
Zgodnie ze spisem statystycznym z 2000, miasto liczyło 76 mieszkańców. W 2023 liczba mieszkańców spadła do 57 osób, a gęstość zaludnienia do 114 osób/km².